# 저스틴 하이어스

저스틴 하이어스(Justin Hires, 1985년 6월 24일 ~ )는 미국의 배우, 텔레비전 배우, 영화배우이다.
세인트피터즈버그에서 태어났다.

## 방송
- 맥가이버 시즌4
- 맥가이버 시즌2
- 맥가이버
- 러시아워